# Bradford Island
Bradford Island är en ö i Kanada.   Den ligger i territoriet Nunavut, i den norra delen av landet, 3 600 km nordväst om huvudstaden Ottawa. Arean är 19,1 kvadratkilometer.
Terrängen på Bradford Island är platt. Öns högsta punkt är 91 meter över havet. Den sträcker sig 4,2 kilometer i nord-sydlig riktning, och 7,6 kilometer i öst-västlig riktning.